# Кирсанов, Анатолий Владиславович
Анатолий Владиславович Кирсанов (дата рождения неизвестна) — советский биатлонист, призёр чемпионата СССР.

## Биография
Представлял город Свердловск и спортивное общество «Профсоюзы». Учился в горном институте г. Свердловска.
В 1987 году стал серебряным призёром чемпионата СССР в гонке патрулей в составе сборной Профсоюзов. В декабре 1985 года в составе сборной Свердловской области одержал победу на всесоюзных соревнованиях «Кубок Урала» в эстафете.
После окончания спортивной карьеры работал тренером, вице-президентом и президентом федерации биатлона г. Новоуральска.

## Личная жизнь
Дочери Алина (род. 1994) и Антонина (род. 1998) тоже занимаются биатлоном.